# راسيل ميلتون
راسيل ميلتون (بالإنجليزية: Russell Milton)‏ (12 يناير 1969 في المملكة المتحدة - ) هو مدرب كرة قدم ولاعب كرة قدم بريطاني في مركز الوسط. شارك مع منتخب إنجلترا لكرة القدم C ‏. أما مع النوادي، فقد لعب مع كاشيوا ريسول ونادي أرسنال ونادي دوفر أتليتيك ونادي باث سيتي ونادي تشيلتنهام تاون لكرة القدم وDouble Flower FA ‏.

## وصلات خارجية
- راسيل ميلتون على موقع قاعدة بيانات كرة القدم.إي يو (الإنجليزية)
- راسيل ميلتون على موقع Soccerbase.com (لاعب) (الإنجليزية)